# Lekwungen

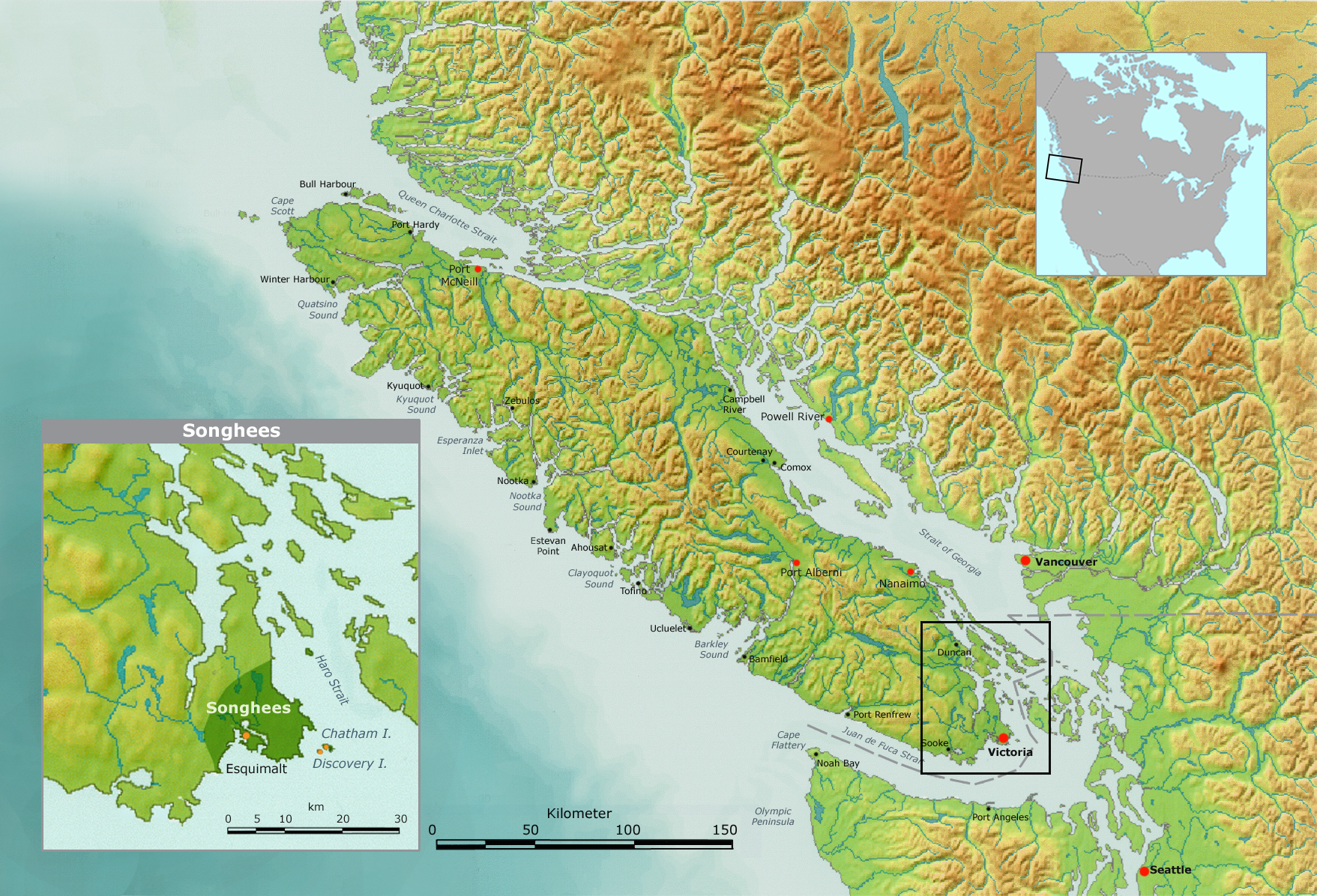
Localisation des Lekwungen dans le sud-ouest de la Colombie-Britannique.

Les Lekwungen (lək̓ʷəŋən en lekwungen), aussi appelés Songhish ou Songhees, sont un peuple amérindien salish côtier du sud-ouest de la Colombie-Britannique, dans le sud de l’île de Vancouver.